# ウィリアム・ディクソン・ボイス
ウィリアム・ディクソン・ボイス（英:William Dickson "W. D." Boyce、1858年6月16日-1929年6月11日）は、アメリカ合衆国の新聞社主、起業家、雑誌出版者、および探検家である。

## 概要
アメリカ・ボーイスカウトと短命だったがアメリカ・ローンスカウトの設立者である。ペンシルベニア州のアレゲーニー郡で生まれ、若いときからアウトドア活動を愛するようになった。学校の教師や鉱山の坑夫として働いた後で、オハイオ州のウースター・アカデミーに入学し、その後アメリカ合衆国中西部やカナダに移動した。目先が利く実業家としてのボイスはマニトバ州ウィニペグでの「ザ・コマーシャル」やノースダコタ州リスボンでの「リスボン・クリッパー」など幾つかの新聞を設立して成功した。最初の妻メアリー・ジェーン・ビーコムと共にシカゴに移転して起業家としての野望を追求した。そこでは新聞発行相互会社や週刊の「サタデー・ブレイド」を設立し、田園部の購読者を創出して数多い新聞少年によって配達された。新聞少年を雇うという新規さで新聞の売り上げが急上昇し、ボイスの名前を冠する出版社は1894年までに週50万部を発行するようになった。その事業では労働組合を支持し、新聞少年の生活福祉を維持することで表されたように、ボイスは強力に労働者の権利を支持した。
20世紀の初めまでに、ボイスは億万長者となっており、その事業からは1歩身を引いて、市民生活における興味を追求するようになり、旅行をしたり遠征隊に参加することに多くの時間を費やすようになった。1909年、写真家のジョージ・R・ローレンスや漫画家のジョン・T・マカッチャンと共に、ヨーロッパへの2ヶ月の旅行とアフリカへの大写真遠征に出発した。その後の20年間、ボイスは南アメリカ、ヨーロッパ、北アフリカへの遠征を率い、新しく発見されたツタンカーメン王の墓も訪れた。
ボイスは1909年に最初のアフリカへの遠征の時に、ロンドンを通過してスカウト運動のことを知った。幾分作り話のような伝説に拠れば、ロンドンの深い霧の中で道に迷ったが、一人の少年の案内で目的地にたどり着いた。その少年はボーイスカウトとしての義務を果たしているだけだとボイスに伝えた（無名スカウトの善行）。ボイスはその後スカウト運動についての印刷物を読み、アメリカ合衆国に戻ってからアメリカ・ボーイスカウトを設立した。この時からボイスは、少年を「大人にするために」自立、市民としての意識、問題解決力、愛国心、従順さ、快活さ、勇気、および礼儀を教えるスカウト運動に注力した。スカウトの最高責任者ジェイムズ・E・ウェストとスカウト運動について意見が対立した後は、アメリカ・ボーイスカウトを離れて1915年1月にアメリカ・ローンスカウトを設立した。これは部隊を作ってパトロールをしたりする機会の限られた田園部の少年達に機会を提供するものだった。1924年6月、アメリカ・ボーイスカウトともがき苦しんでいたアメリカ・ローンスカウトの統合が完成した。ボイスはそのアメリカ・ボーイスカウト運動における功績で、シルバー・バッファロー章を始め多くの賞を受賞し記念碑も建てられた。

## 個人生活

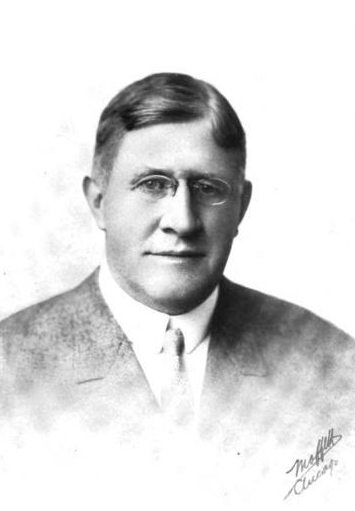
1912年頃のウィリアム・ボイス

ボイスは1858年6月16日に、ペンシルベニア州ニューテキサス、現在のプラム・バロウで、長老派教会員であるデイビッドとマーガレット・ジェーン・ブラットンのボイス夫妻の子供として生まれた。ボイス家にはウィリアム・ディクソン、メアリー、およびジョンの3人の子供がいた。ボイスはその田園での少年時代にアウトドア運動への愛着を得た。16歳の時に学校の教師を始め、その後短期間鉱山の坑夫として働いた。また教師に戻り、その後オハイオ州のウースター・アカデミーに妹と共に入った。学校の記録に拠れば1880年から1881年まで通ったことになっている ボイスが卒業したのか退校になったのかは不明である。。その後は中西部とカナダで教師、木樵、秘書およびセールスマンを経験してからシカゴに入り、そこで直ぐに説得力があり明敏なセールスマンとして知られるようになり、急速に事業のやり方を学んだ。ボイスの事業、旅行および遠征に関する著書には、しばしば「我々は突き進んだ」(We pushed on)という文が使われている。1884年1月1日、ボイスはペンシルベニア州での子供時代から知っていたメアリー・ジェーン・ビーコム（1865年-1959年）と結婚した。ボイスは彼女のことをベッツィーと呼んだが、ポーカーではボイスに匹敵する腕があり、射撃がうまく、鞍に跨って馬を乗りこなしたので、多くの者にとって彼女のニックネームは「ガラガラヘビのジェーン」だった。この夫妻には1人の息子ベンジャミン・スティーブンス（1884年-1928年）と2人の娘ハッピー（1886年-1976年）とシドニー（1889年-1950年）が生まれた。ボイスの個人的な活動としては、狩猟、ヨット乗り、友愛会、フリーメイソン、シュライナー、ゴルフ、カントリークラブ、およびシカゴ・フザール（独立系騎兵組織）などがあった。
1903年、ボイスはイリノイ州オタワに38エーカー (15.2 ha) の土地と4階建ての邸宅を購入し、そこが家族と社交の中心になった。その後ボイスはシカゴとその社交界にほとんど興味を示さなかった。ボイスは事業のためだけにそこへ行った。ボイスとメアリーの関係は次第に別々の生活をするようになり、最終的には離婚になったが、その時までにボイスが名声を得ていたので、「シカゴ・トリビューン」の1面で報じられた。この離婚は1908年9月にサウスダコタ州キャンベル郡の裁判所で確定した。メアリーの財産取り分は100万ドルに近くなった。
離婚が確定した後で、ボイスはイリノイ州オークパーク出身の歌手バージニア・ドーカス・リーと交際した。バージニアは23歳年下であり、ミズーリ州元副知事ジョン・アダムズ・リーとバージニアの夫妻の長子だった。妻のバージニアの両親とボイスの息子のベンはその関係に反対した。1910年5月、結婚の計画が発表された後で、怒り狂ったベンがブラックストーンホテルの外でボイスと乱闘になり、ボイスは顔に怪我をした。ベンは風紀紊乱行為で逮捕され、裁判費用の5ドルを科された。2日後、ボイスとバージニアは結婚し、長期ハネムーンでヨーロッパに行った。この直後に家族の中や新聞でこの結婚に対する疑いが生じた。1911年4月9日、ボイスとバージニアの間には娘が生まれ、バージニアと名付けた。数ヶ月後の1911年12月、ボイスは幼い娘を支援し教育する同意書に署名した。1912年3月に妻のバージニアが離婚訴訟を起こした後、彼女は娘と両親と共にカリフォルニア州サンタバーバラに移動した。ボイスは離婚について争わず、20万ドルの慰謝料を払った。1年後、バージニアはニューヨークの銀行家リチャード・ロバーツと結婚して、ボイスの娘と共にコネチカット州グリニッジに移動した。娘のバージニアには姓をロバーツに変えさせた。娘は8歳になるまで生みの親のボイスに会わなかった。
息子のベンは1912年6月11日にネブラスカ州オマハ出身のミリアム・パターソンと結婚した。ボイスとその最初の妻が結婚式に出席した。このときメアリーはシカゴにある彼女の資産とオタワにある家屋を交換しており、これが彼女とボイスが和解するかもしれないという思惑の火付け役となった。翌年の1913年6月14日に2人はオタワで再婚した。2人は娘のハッピー、息子のベンとその妻のミリアムと共にアラスカ、ハワイ、フィリピン、パナマおよびキューバを回るハネムーンに出発した。

## 事業
ボイスは旅をしながら、行った所はどこでも新聞を発刊することが多かった。商業出版の世界に初めて入ったときの仕事は電話帳を編集することだった。オハイオ州コロンバスで短期間出版社に勤め、ペンシルベニア州ケンジントンでは新聞社に勤めた。その後列車でシカゴに行き、雑誌「ウェスタン」の秘書およびセールスマンとして働いた。ボイスは休むことなくミネソタ州セントポールに移転して短期間出版社のために広告を販売し、ノースダコタ州ファーゴとグランドフォークスで1ヶ月を過ごした。マニトバ州ウィニペグでは、ボイスと地元のジェイムズ・W・スティーンが共同で1881年に「ザ・コマーシャル」を創刊した。この新聞はそれから70年間も続いた。1882年に共同経営者に「ザ・コマーシャル」の株を売却し、ファーゴに戻って記者になった。1882年12月、ボイスはノースダコタ州リスボンに移動して、そこの「ダコタ・クリッパー」を買収した。
1884年12月からボイスは、ルイジアナ州ニューオーリンズで6ヶ月間開催された世界産業と綿花100周年展示会で、通信局の記者と新聞発表を管理した。世界中の国から展示物を送ってきた。ボイスは全国の1,200以上の新聞に行事と展示物に関するニュース記事を提供する責任があった。この展示会が終わった後でノースダコタ州に戻ったが、1886年早くにはシカゴに戻った。ボイスは出版事業の仕事と、シカやカモ猟の休暇を過ごすためにしばしばノースダコタに行った。

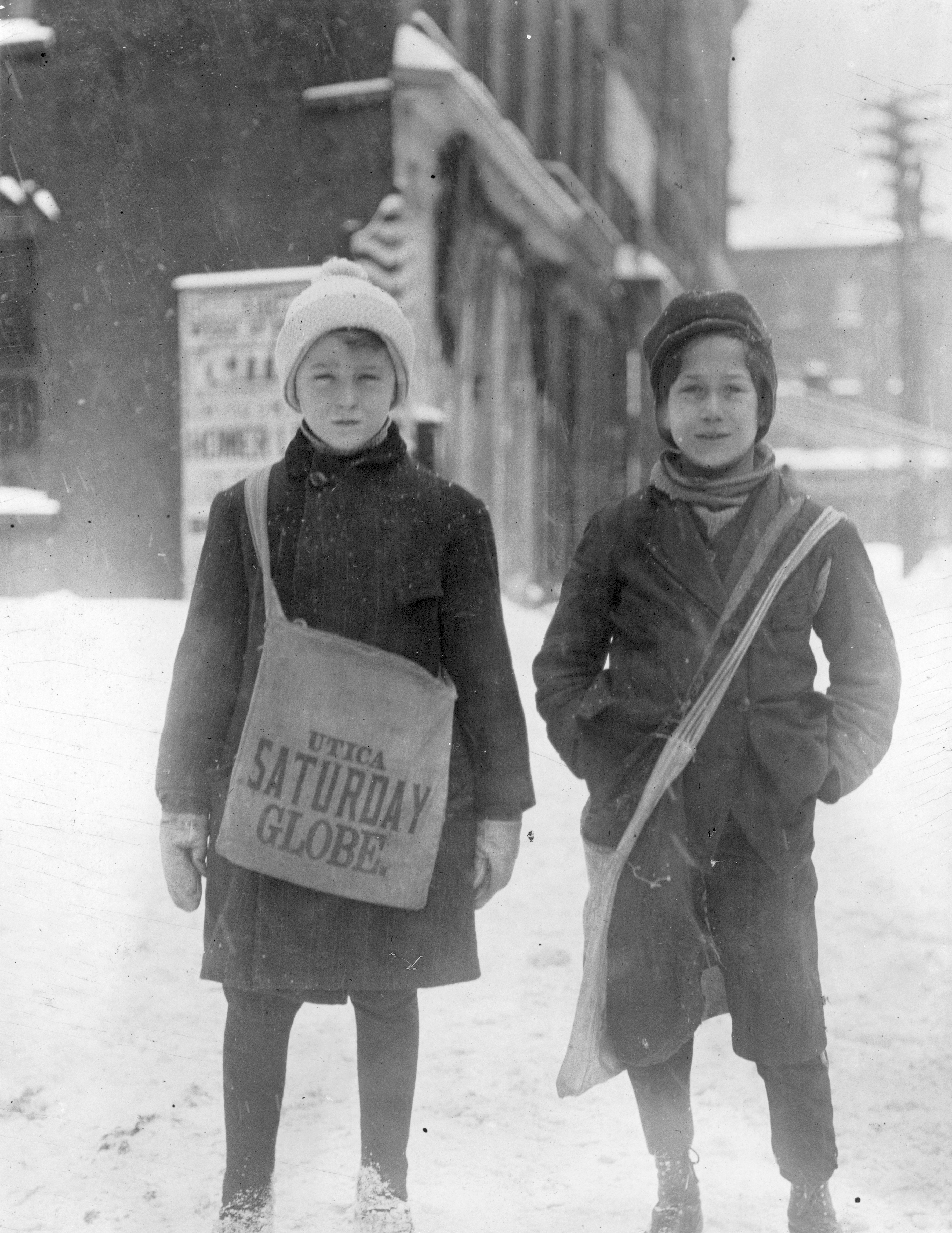
ニューヨーク州ユーティカの新聞少年（1910年2月）

シカゴでは、1886年に新聞出版相互会社を設立し、200以上の新聞に広告と記事を提供した。1887年、田園地帯の購読者を対象にした挿絵入り新聞である週刊の「サタデー・ブレイド」を発刊し、数多い新聞少年に売らせたが、当時これは画期的なことだった。1892年までに「サタデー・ブレイド」はアメリカ合衆国の週刊新聞としては最大の購読数を誇るようになった。ボイスが書いた外国旅行の詳細な報告は「サタデー・ブレイド」に掲載され、ランドマクナリーによって本になった。「サタデー・ブレイド」の成功はW.D.ボイス出版社を生むことになり、ボイスはそれで幾つかの新聞や雑誌を買収あるいは創刊することになった。1892年、週刊小説誌の「シカゴ・レッジャー」を買収した。1903年1月、国際的な「ボイシーズウィークリー」を創刊し、労働者の権利を主張した。労働者を支持する者としてのボイスの著名さがジョン・ミッチェルやヘンリー・ディマレスト・ロイドのような労働界の指導者を惹き付け、「ボイシーズウィークリー」の記者や編集者になった。8ヶ月後、「ボイシーズウィークリー」は「サタデー・ブレイド」に統合された。ボイスはまた1914年に「ファーム・ビジネス」、1922年に「ホーム・フォークス・マガジン」を創刊した。「サタデー・ブレイド」と「シカゴ・レッジャー」の売り上げが落ちてきたときには、1925年に統合して月刊の「シカゴ・ブレイド・アンド・レッジャー」とし、これは1837年まで出版された。ボイスの事業が成長するにつれて、その成功の鍵となった約3万人の新聞配達少年の福祉について面倒を見るよう主張した。少年達と共に働くことでアメリカの青年の理解を受けやすくした。ボイスは新聞を配り販売することは、礼儀正しくすること、人間の性格を読むこと、お金を扱うことのような重要な責任感を若者に教えたと感じた。ボイスが若者に与えた忠告は「打ち勝つためには多くの障害があるが、労働、根性および忍耐がそれら全てに打ち勝たせてくれる。自分でなんとかすれば、他人も貴方達を助けてくれる」とし、「どのような職業を貴方達が選んだとしても、それが完成されるまで片時もその目的から逸脱してはならない」と言ったことにボイスの集中した決意が表れていた。

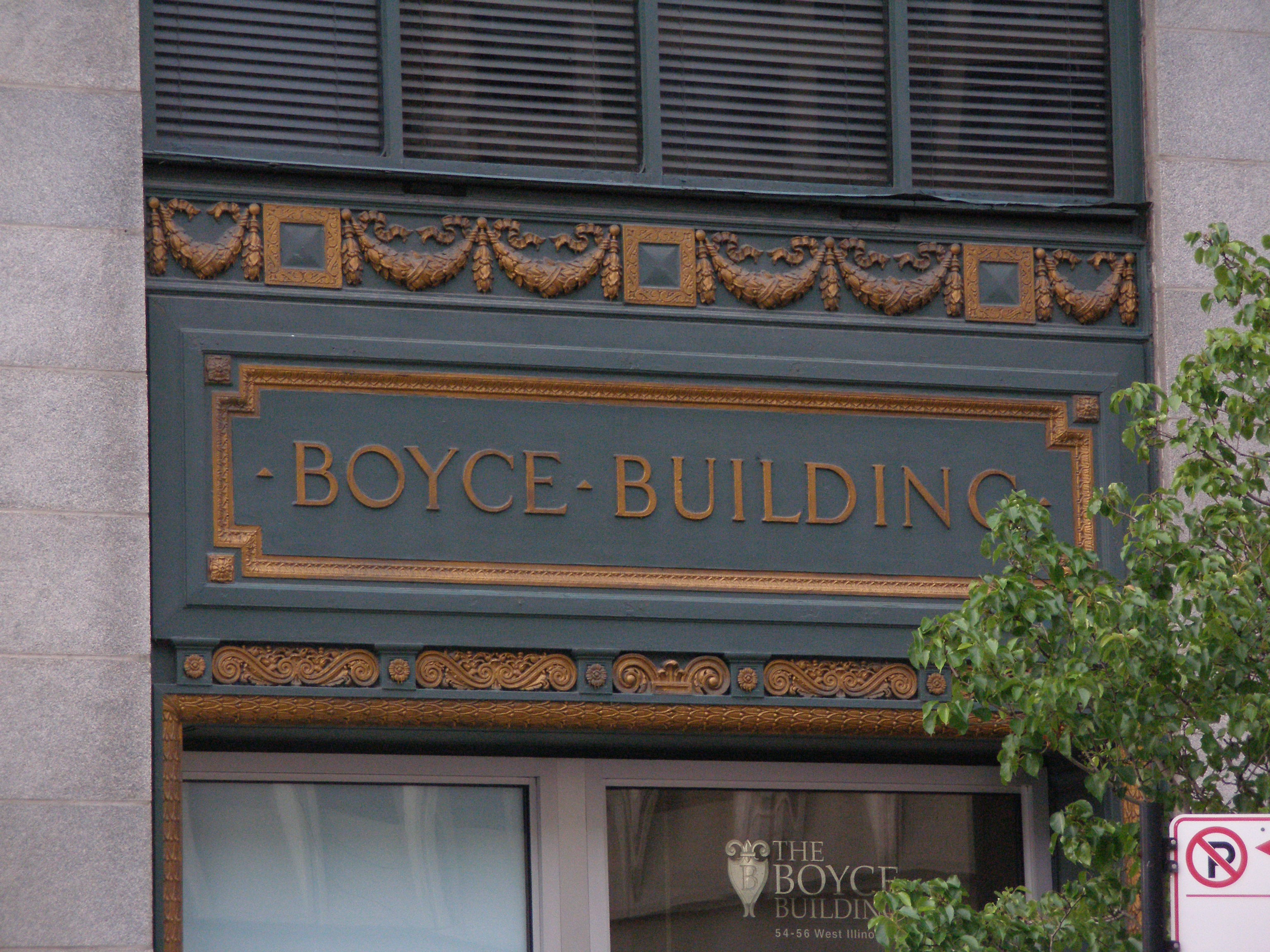
ボイス・ビルの玄関、シカゴのノース・ディアボーン 500-510

1891年、ボイスはシカゴのノース・ディアボーン30番にあった自分の12階建て事務所ビルで働き始めた。このビルはボイス・ビルと呼ばれ、ヘンリー・アイブス・コブが設計していた。その20年後であっても、このビルはシカゴで最も高価なビルと認められていた（容積当たりのコストで）。1907年、ボイスはその事業操作をやはりボイス・ビルと呼ばれるノース・ディアボーン 500-510の別のビルに統合した。新しい4階建てのビルはダニエル・バーナムの建築会社によって設計され、1912年にこの場所に建設され、1913年から1914年にはさらに6階分建て増しされた。このビルは1996年2月29日に国指定歴史史跡に登録された。
女性が仕事を見付けるのが難しかった時、労働者がしばしば抑圧された時、ボイスは彼等の権利が重要だと考えた。ボイスの事業では多くの女性を雇っており、ボイスは労働組合を支持した。その新聞ではしばしば、「労働の貴さ」に関する記事を掲載した。1893年の恐慌で多くの事業が労働者を解雇し賃金をカットしたときに、ボイスの事業では賃金を払い利益を上げることができた。1894年にプルマン・パレス列車会社のストライキが起こったとき、それは半分以上の州の20の会社に拡がったが、ボイスは社会主義者でアメリカ鉄道組合の指導者かつ「偉大な労働指導者」のユージン・V・デブスと、寝台車の発明者で「全てのトラブルを起こした」男であるジョージ・プルマンを呼びつけた。1901年、イリノイ州マーセールズにあったボイス製紙会社が焼けたとき、ボイスは従業員に直ちに給与を払って建設作業員として雇い、製紙工場を再建したので、従業員が収入を失うことはなかった。またボイスは自分の金を守る者でもあった。1894年遅く、従業員のうちの2人が倒れてきた煙突で負傷し、裁判所判断で各人2,000ドルの補償を得たとき、ボイスはイリノイ州最高裁判所まで控訴を続け、結局は負けた。また望むものを得ることには執着した。1902年、自分の工場に十分な動力を供給しないと言ってマーセールズ土地・動力会社を告訴し、65,300ドルの判決で勝訴した。1903年、マーセールズ土地・動力会社が債務超過に陥ったときに、ボイスがその会社を買収した。
ボイスは息子のベンが20歳になったときに雇い、マーセールズとオタワの周辺での水と動力の事業で高い地位を与えた。しかし、ボイスが息子に高い期待を抱いていたことと、ベンが競馬に賭けるなど金銭面で頓着しなかったことのために、二人の関係はしばしば歪みを呼んだ。
1906年の6月から8月に掛けて、政府は新聞を含む第二種郵便の料金を1ポンドあたり1セントから4セントにするなど、4倍にすることを提案した。ボイスはこれに反応して、アメリカ合衆国郵便公社を3億ドルで買収することを提案し、自分ならば郵便の運営に事業モデルを適用することで慢性的な欠陥を排除し、田園部の郵便配達を確立し、アメリカ合衆国財務省に郵便関連の建物の賃料を払い、7％以上の利益を出すことで郵便の料率を半分に減らせると主張した。この提案は政府に拒否されたが、第2種郵便の料率を上げるという計画は中止された。
ボイスは1900年代初期には億万長者になり、1909年までに市民的な事項で、財政的には益にならないものに興味を持つようになった。また狩猟遠征に加わるなどしばしば旅行を始めた。若いときに狩猟をしたことのあるサウスダコタ州フォートシセトンで狩猟用山小屋を借りた。しばしば友人や親戚を招待し、とくに息子には狩猟、釣り、食事、ポーカーおよびたっぷりの酒といった活動に招いた。これらの変化は、1908年早くにオタワの邸宅が火事で焼け落ちたことによることもあったかも知れないが、その邸宅は直ぐに再建された。その3ヶ月後には鉄道が荷主と交渉することを禁じる新しい法律ができたために、マーセールズの製紙会社を売却した。さらに1908年9月にはボイスとその妻メアリー・ジェーンが離婚したことを発表した。
1914年、ボイスはさらに「インディアナポリス・サン」紙と「インター・オーシャン・ファーマー」紙の2紙を買収し、それぞれ「インディアナポリス・デイリー・タイムズ」と「ザ・ファーミング・ビジネス」と改名した。1920年までにアメリカ人の過半数が田園ではなく都市に住むようになっていた。「ローンスカウト」、「サタデー・ブレイド」、「シカゴ・レッジャー」は全て田園地帯の購読者に焦点を合わせていたので低迷し始めた。ボイスは読者を取り戻すために「ホーム・フォークス・マガジン」を発刊した。1925年6月までに、売り上げが悪化したので、「サタデー・ブレイド」と「シカゴ・レッジャー」を統合して「ブレイド・アンド・レッジャー」とし、再度売り上げが上がった。このことで、映画スターのロマンスに関する初の写真入り雑誌である「ムービー・ロマンス」を発刊することに繋がった。
ボイスが出版事業で成功したことで、事業管理や部下に詳細を任せる組織化能力が付いた。最終的な財産は2,000万ドルにも上った。ボイスの人生は多くの点でセオドア・ルーズベルトに似ていた。二人とも進歩主義の時代の産物であり、国際的に著名となり、子供に感心があり、ボーイスカウトを支援し、冒険者でアウトドア派であり、市民生活の改革に興味があった。ボイスはルーズベルトを称賛し、越えたいと思ったが、政界への進出は1896年に下院議員の候補指名を求めて共和党予備選挙に出た時だけであり、このとき苦しい選挙戦の末に1期務めた現職のジョージ・E・フォスに敗れた。ボイスが1891年からメンバーになっていたシカゴのユニオンリーグ・クラブでルーズベルトに会った可能性が強い。ボイスの政府に対するどっちつかずの姿勢は進歩主義の時代の大衆に共通のものだった。しかし、ボイスの共和党に対する信頼や献金によって1909年3月のウィリアム・タフトの大統領就任式と舞踏会に招待されることになった。

## 遠征旅行
ボイスは1896年に探検家フレデリック・シュワトカがアラスカに遠征するときに資金を出した。シュワトカはノームの近くで金を発見し、ボイスがその新聞でその成功を報じたことで、ボイスはシュワトカの他の遠征や別の冒険家の遠征の出資者になった。その中には1898年の失敗したユーコン川遠征もあった。ボイスは間もなく自分で遠征を行うようになった。1898年にアメリカ合衆国が米西戦争に突入したとき、スリー・フレンズ号でキューバ海域まで行った。ボイスとこの船の行動の本質は不明である。
1909年3月、ボイスはヨーロッパへの2ヶ月の旅に出た。これにはローマに住んでいる娘への訪問も含まれていた。アメリカに戻るときに、革新的航空写真家ジョージ・R・ローレンスと共にアフリカへの遠征を纏めた。ボイスは探検隊の纏め屋や装備屋と遭い、ロンドンとナポリで遠征の準備をした。息子のベンジャミンとローレンスの息子のレイモンドも遠征に加わった。漫画家のジョン・T・マカッチャンがナポリからアフリカに行くときに遠征に加わった。この集団はケニアのモンバサで船を下り、9月までナイロビにいた。地元のポーターやガイドを雇った後は遠征隊の総員が約400人にもなり、その4分の3は従僕だった。遠征隊が探検に行こうとしているキジャビやビクトリア湖の近くの地域にこれらの人や装備を運ぶには15両の荷車が必要だった。この遠征は、望遠レンズが持ち込みも購入もできず、熱気球は東アフリカの平原の状態には適しておらず、またカメラが大きくて騒音が出たために動物がいる場所の近くに据えられなかったので、失敗だった。遠征隊のメンバーはナイロビなどの都市の店から大型動物の写真を購入して慰めるしかなかった。この遠征隊はなんとか大型動物を数種仕留めることには成功した。
1910年12月、ボイスは9ヶ月間、50,000マイル (80,000) の南アメリカ遠征を率い、自分の新聞で大きく取り扱わせた。1915年1月下旬、ボイスは第一次世界大戦に興味があったので、イギリスに旅した。スイスのアメリカ公使館から許可を得てドイツとオーストリアに6週間入り、これらの国の産業や商業に戦争が与えた影響を報道した。その新聞に広範な記事を送り、4月から5月にかけて帰国した。
1922年遅く、ボイスはまたアフリカに、この時は6ヶ月間の遠征に出発した。モロッコでは両ダコタやカンザス州、テキサス州、フロリダ州およびアリゾナ州を思い出させた。エジプトでは数ヶ月前に発見されたばかりのツタンカーメンの墓を訪れた。遠征隊はルクソールに行って、船でナイル川を遡り、エドフまで行ったが、そこでは家に屋根もなく、そこに居る間にその数十年間では初めて雨や霰にあった。ボイスはその2回のアフリカ遠征の間に、少なくともあらゆる動物の1頭は射殺したと述べていた。

## スカウト運動
ボイスの慈善活動に関する興味が大きくなるにつれて、その対象として子供時代に戸外で過ごした経験に向くようになったが、アフリカへの失敗した撮影遠征となったもののために「途中で」ロンドンに運命的立ち寄りをするまで、慈善の概念と夢を結びつける方法を見付けていなかった。この遠征の行き帰りでロンドンで起こった出来事が、田園生活から遠ざかっていた市民の喪失感を埋めるために、進歩主義の時代に形成された多くの市民と職業的組織の一つであるアメリカ・ボーイスカウトを設立することに繋がっていった。ウッドクラフト・インディアンズやダニエル・ブーンの息子達のような多くの青年組織が、1900年代初期に戸外の人格形成活動に焦点を当てて形成されていた。セオドア・ルースベルトの書き物や冒険がこれらの運動に戸外と自然とパイオニアというテーマで貢献した。ボイスが1922年にアフリカ遠征を行った時までに、スカウト運動では大いに認められており、アルジェリアのフランス・ボースカウトはボイスを歓迎して、ボイスがアメリカ・ボーイスカウトやアメリカ・ローンスカウトの設立者であることが分かったとき、道中の案内を申し出た。

### 無名スカウトの伝説
伝説に拠れば、ボイスが1909年に霧の中で道に迷ったとき、名も知らぬボーイスカウトが助けに現れて、目的地まで案内してくれた。この少年はボイスが差し出したチップを断り、単にボーイスカウトとしての義務を果たしているだけだと説明した。ボイスは当時のボーイスカウト協会の長であったロバート・ベーデン＝パウエルと会見した。ボイスはアメリカに帰って、4ヶ月後の1910年2月8日にアメリカ・ボーイスカウトを設立した。ボイスはアメリカ・インディアンの伝承に訓練計画を基づかせようと考えた。この伝説はアメリカ・ボーイスカウトのハンドブックや雑誌に何度も掲載された。この伝説には他の変化形もあり、ボイスは少年に遭う前にボーイスカウトのことを知っており、無名ボーイスカウトはスカウトの本部にボイスを連れて行ったという話もある。
実際にボイスはイギリス領東アフリカを探検に行く「途中で」ロンドンに立ち寄った。見知らぬボーイスカウトがボイスを助け、チップを断ったのは事実である。しかしこのボーイスカウトはボイスが通りを横切ってホテルに行くのを助けただけであり、ボイスをボーイスカウト本部に連れて行かなかったし、ボイスはベーデン＝パウェルと会見したわけでも無かった。ボイスの要請に応じて見知らぬボーイスカウトは本部の住所を教え、ボイスがそこに行って「少年のためのスカウト運動」などスカウト運動に関する資料を持って帰った。ボイスは探検の間にこれらの資料を読み、大変感銘を受けたので、サンフランシスコを経由して世界周遊する替わりにロンドンのボーイスカウト本部に行った。ボイスはアメリカでスカウト運動を組織化することを提案し、本部の資料を使う許可を得た。ボイスの最初の証言では霧のことに触れていないが、1928年の証言では霧が出ていたと言っている。気象学者に拠れば、その日ロンドンには霧が無かった。

### アメリカ・ボーイスカウト

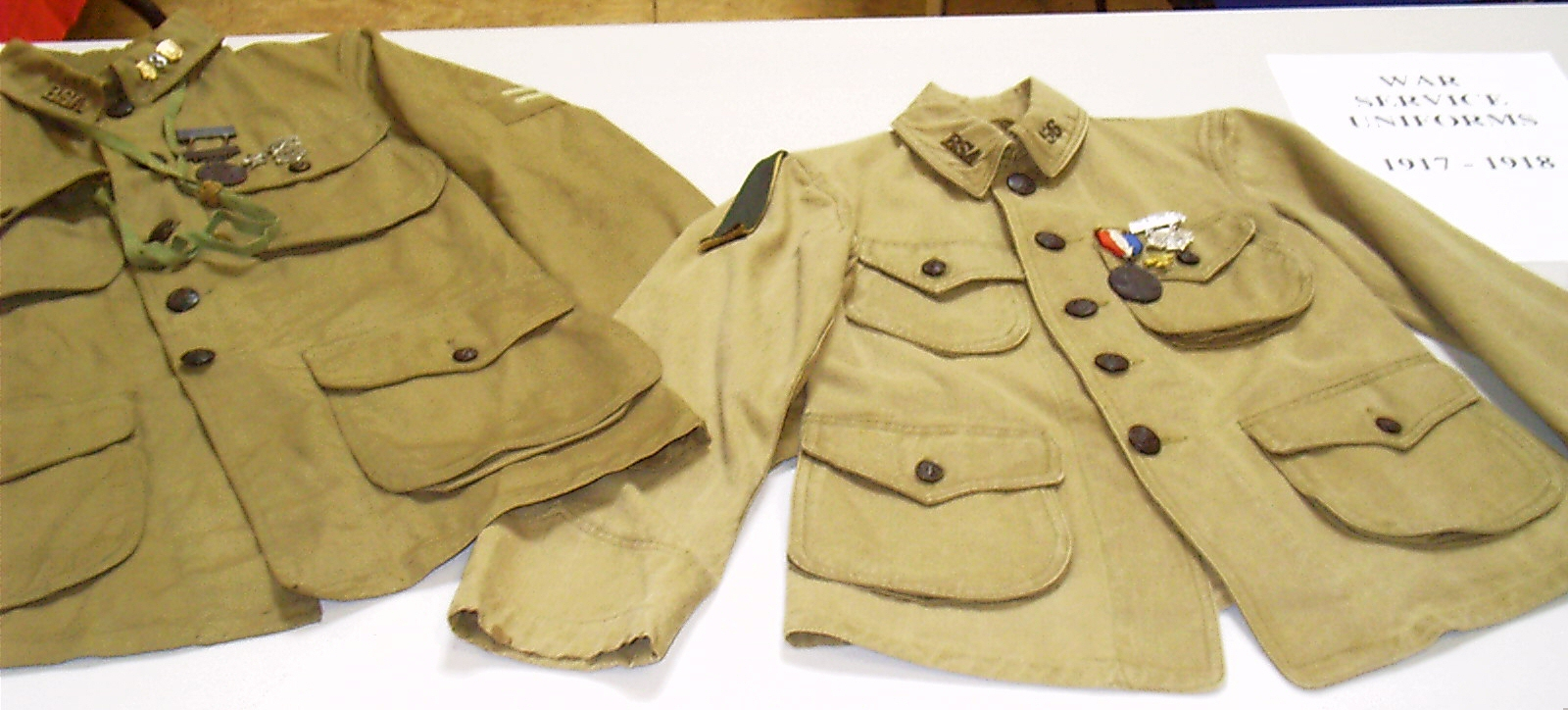
アメリカ・ボーイスカウトの制服、1917年-1918年

アメリカ・ボーイスカウトは1910年2月8日に設立されたが、当初は資金と指導者不足に苦しんだ。ボイスは自ら毎月1,000ドルを寄付して、あらゆる人種と民族の少年達が参加できるような条件で組織を運営できるようにした。ボイスは白人至上主義を表明していたので、これは奇妙なことだった。ボイスは組織を指揮することには興味が無く、組織の運営はYMCAのエドガー・M・ロビンソンに任せ、ロビンソンがアメリカ・ボーイスカウトの恒久的理事会メンバーを集めた。ダニエル・ブーンの息子達とウッドクラフト・インディアンズがアメリカ・ボーイスカウトと統合されたときに、大いに必要とされていた指導力と管理力が備わった。
ボイスは、アウトドア活動に重点を置くスカウト運動がアメリカの必要とするタイプの指導者を生むために重要だと感じた。というのも、都市で育った青年は自力でやることが余りに多く、田舎の出身の青年は独力でやることを学ばねばならなかったからであった。スカウト運動は少年を「大人にするために」自立、市民としての意識、問題解決力、愛国心、従順さ、快活さ、勇気、および礼儀を教えることに重点を置いた。

### アメリカ・ローンスカウト

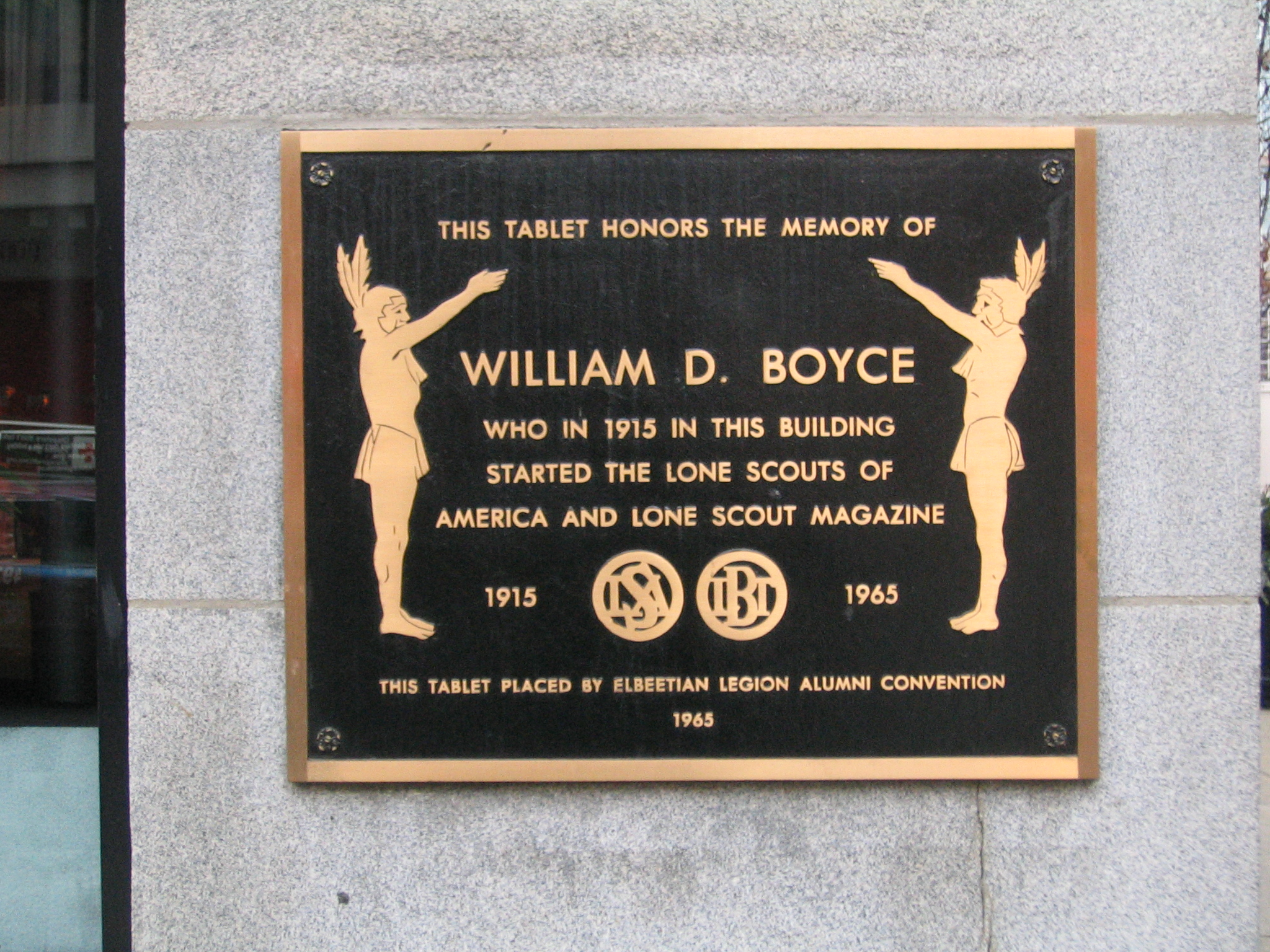
ボイス・ビルにあるボイスとアメリカ・ローンスカウト設立を称える銘板

ボイスはアメリカ・ボーイスカウトの執行役員であるジェイムズ・E・ウェストと、町から遠いためにボーイスカウト隊に加われない少年達のためのプログラムのことで衝突した。ボイスはアメリカ・ボーイスカウトのための雑誌をシカゴで出版するという条件で提案した。アメリカ・ボーイスカウト全国執行委員会がその提案を却下し、その直ぐ後でボイスはアメリカ・ボーイスカウトの管理活動に参加することを止めた。ただし、活動プログラムの断固たる支持者のままではあった。その結果、またボイス自身が子供時代にそうであったように限られた機会しか無い少年達のために尽くしたいという願望によって、ボイスは新しいスカウトに関わる事業であるアメリカ・ローンスカウトを1915年1月9日に設立した。アメリカ・ローンスカウトはアメリカ・インディアンにその主題を頼っていたので、はっきりとインディアン的な色彩があった。ローンスカウトは「トライブ」と呼ばれる小さな集団を形成することができ、トライブの宝は「ワンパム・ベアラー」（貝殻玉を持つ人）と呼ばれ、少年達には環境を崇めるよう教えた。ボイスのローンスカウトに対する寄付額は毎年10万ドルにもなった。アメリカ・ボーイスカウトとアメリカ・ローンスカウトの両方でボイスは管理者だったが、ボーイスカウトと直接接触することはほとんど無かった。第一次世界大戦の報道から戻ったときに、すぐさま雑誌「ローンスカウト」を発刊し、シカゴの著名なボーイスカウト隊長フランク・アラン・モーガンを雇って、アメリカ・ローンスカウトを指導させることで、その拡張を始めた。1915年11月までにアメリカ・ローンスカウトの会員は3万人以上になった。ウォーレンはボイスに「チーフ・トーテム」の称号を贈った。青年達は幾らかのクーポン券と5セントを郵送するだけでアメリカ・ローンスカウトの会員になれた。1916年までにアメリカ・ボーイスカウトとアメリカ・ローンスカウトは直接会員を取り合うようになった。1917年夏、ボイスが例年通りダコタで狩猟をしているときに、グロヴァント族インディアンが3日間の儀式の間にボイスに「ビッグクラウド」の名前で名誉酋長の位を与えた。アメリカは戦争中だったので、ボイスは1917年遅くにローンスカウトの制服を定めることに合意した。ボイスは自分のための制服を持っていたが、ローンスカウトの誰もそれを購入することを強制されることは無かった。
ボイスは「ローンスカウト」がこれまで作った中でも最良の雑誌だと感じた。「ローンスカウト」は大変人気があったので、送られてくる全ての原稿を取り扱うことができ、田舎や地域の「トライブ・ペーパーズ」が始められた。1922年までにボイスの新聞事業は下降線となり、「ローンスカウト」は赤字だったので、週刊から月刊に変更した。1920年代にシカゴで人種的な緊張関係が高まったときに、ボイスの人種的偏見が露呈した。アメリカ・ローンスカウトは1920年後半に白人のみを受け入れると宣言し、1922年には「ローンスカウト」の題字を「真の少年の雑誌」から「白人少年の雑誌」に変更した。
アメリカ・ローンスカウトの運命は、ボイスが「ローンスカウト」のために初めてプロの編集者ジョージ・N・マディソンを雇った1920年までに減退し始めていた。マディソンはアメリカ・ローンスカウトの会員名簿がかなり間違っていることを見付けた。かなりの数が重複していたり、非活動会員がふくまれていたりしていた。1922年に報告された会員数49万人は相当に膨らまされた数字だった。ボイスは1924年にウェストから毎年のように提案があっていたアメリカ・ボーイスカウトとの統合を受け入れ、6月16日に統合が実現した。ローンスカウトの中にはボーイスカウトに移らなかった者もいたが、アメリカ・ボーイスカウトはその後10年間もローンスカウトを別の支部として扱い続け、その間に特徴あるプログラムが失われて行った。今日のローンスカウトは標準的なカブスカウトとボーイスカウトのプログラムや活動を使っているが、距離、気象、身体障害など他の困難さといった要因ために正規の戦隊や部隊の一部とはなっていない。

## 遺産

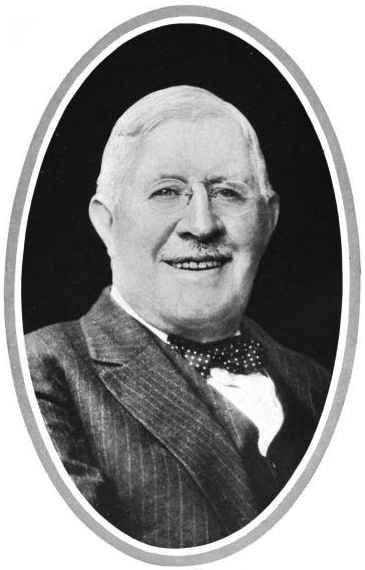
1922年頃のボイス

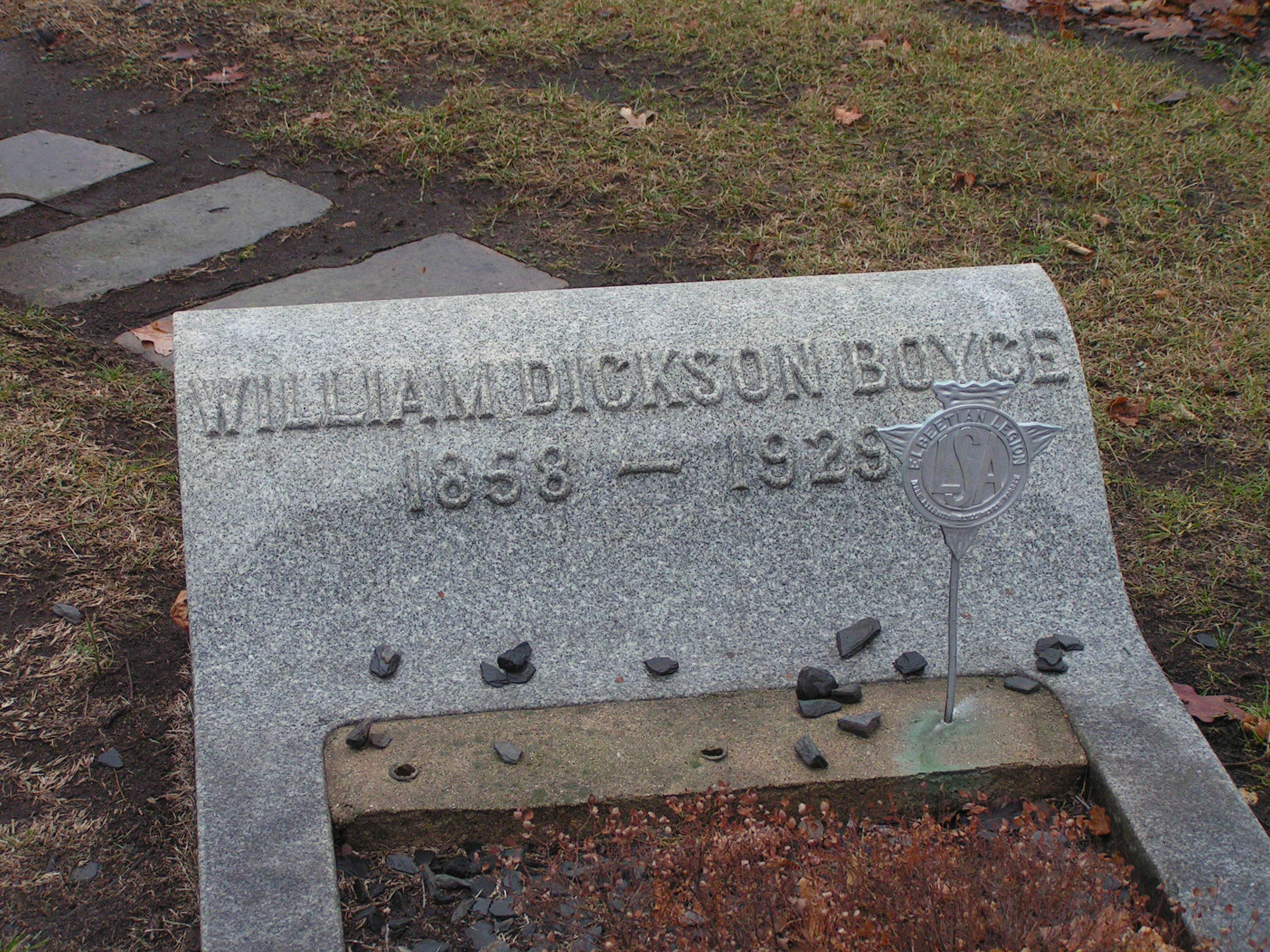
ボイスの墓

息子のベンジャミン・ボイスは1928年に心臓塞栓症で死んだ。ボイスの父は息子が死ぬまでに家に到着しなかった。ボイスは息子の死をひどく悲しんだので、自分の健康も害した。ボイスの最後の仕事は南太平洋遠征から息子が送ってきた「親愛なる父へニューギニアからの手紙」という手紙の集積を出版することだった。ボイスは1929年6月11日にシカゴで気管支肺炎のために死んだ。遺骸は成人してからの故郷であるオタワのオタワアベニュー墓地に、6月13日に埋葬され、ウェストが弔辞を読んだ。オタワの家ではボーイスカウトがアメリカ国旗を持って激しい雨風の中を2時間交替で儀仗兵を勤め、32人のボーイスカウトが名誉ある棺を担ぐ者に選ばれた。アメリカ・ボーイスカウトの役員は未亡人に電報を打って、アメリカ全国の民がボイスに感謝の気持ちを持っていると伝えた。アメリカ・ボーイスカウトに対するボイスの貢献を称える彫像が1941年6月21日にボイスの墓の側に置かれ、ウェストが除幕した。
ボイスのアメリカ・ボーイスカウトを設立した功績に対し、シルバー・バッファロー章が創設された1926年にこの賞を受賞した。ボイスは3番目の受章者であり、1番目はベーデン＝パウェル、2番目は見知らぬスカウトだった。1960年、アメリカ・ボーイスカウト設立50周年で、ボイス記念の週末として15,000人のボーイスカウトと何人かのボイスの子孫がオタワに集まった。イリノイ州知事ウィリアム・スクラットンが基調講演を行い、ブリッジ通りがボイス記念ドライブと改名された。1985年、オタワにおける75周年巡礼に約2,500人のスカウトが出席し、ボイスの子供で最後まで残っていたバージニアも出席した。シカゴのユニオンリーグはボイスを最初の殿堂入りメンバーに指名した。ボイスは1891年から死ぬときまでそこの会員だった。1997年12月6日、スカウト博物館がオタワで開館した。アメリカ・ボーイスカウトのW.D.ボイス委員会はボイスの栄誉を称えて名付けられた。ペンシルベニア州歴史標識がペンシルベニア州モンロービルのアレゲーニー郡コミュニティカレッジのボイス・キャンパスに置かれており、ボイスのスカウト運動に対する功績を記録している。その標識から遠くないところに郡立公園であるボイス公園があり、ボイスに因んで名付けられた。ホワイトハウスの近くにはライト・ボランティア・パスウェイの延伸部の一部としてボイスの円形浮き彫りがある。2005年、アメリカ・ボーイスカウトはウィリアム・D・ボイス新組織賞を新設し、新しいボーイスカウト隊を組織した者に贈ることになった。
ボイスの2番目の妻との間にできた娘のバージニアは、3人の子供の親になった。そのうちの一人、ウィリアム・ボイス・ミューラーは認知されたホモセクシュアルだった。1990年代初め、2000年代にアメリカ・ボーイスカウトのホモセクシュアルに関する姿勢を巻き込んだ論争を知らずに、ミューラーは1991年にカリフォルニア州の自宅から元スカウトのゲイ・グループ、「忘れられたスカウト」を設立した。ミューラーはアメリカ・ボーイスカウトが「ゲイのスカウトについて現実的で」ある必要があり、彼の祖父は「私の性的指向の故にスカウトから私が排除されるのを見たいとは思わなかっただろう」と述べた。

## 著作
- Boyce, William D. (1883). Lisbon and Her Industries. Lisbon, Dakota: Clipper Steam Printing and Publishing
- Boyce, William D. (1894). A Strike. Chicago: Lakeside Press, R. R. Donnelley & Sons Co
- Boyce, William D. (1912). Illustrated South America. Chicago: Rand McNally & Co
- Boyce, William D. (1914). Illustrated Alaska and the Panama Canal. Chicago: Rand McNally & Co
- Boyce, William D. (1914). Illustrated United States Colonies and Dependencies. Chicago: Rand McNally & Co
- Boyce, William D. (1922). Illustrated Australia and New Zealand. Chicago: Rand McNally & Co
- Boyce, William D. (1925). Illustrated Africa, North, Tropical, South. Chicago: Rand McNally & Co